# Cầu Nhật Lệ 2
Cầu Nhật Lệ 2 là một cây cầu bắc qua sông Nhật Lệ tại thành phố Đồng Hới, tỉnh Quảng Bình, Việt Nam.

## Vị trí
Cầu nằm ở phía nam thành phố Đồng Hới, cách cầu Nhật Lệ gần 3 km về phía thượng lưu, nối liền phường Phú Hải với xã Bảo Ninh.

## Thiết kế
Cầu Nhật Lệ 2 được xây dựng với kết cấu nhịp chính dây văng (gồm hai nhịp đối xứng, mỗi nhịp dài 150 m) và các nhịp dẫn bằng bê tông cốt thép dự ứng lực. Cầu có chiều dài 512,9 m, bề rộng mặt cầu là 23,6 m, đáp ứng bốn làn xe lưu thông. Trụ tháp dây văng của cầu được thiết kế dạng chữ A bằng bê tông cốt thép, cao 97,5 m tính từ đỉnh bệ trụ, dây văng được bố trí theo hình rẻ quạt.

## Thi công
Công trình có tổng mức đầu tư là 930 tỷ đồng, được khởi công xây dựng vào ngày 31 tháng 8 năm 2012 và thông xe kỹ thuật vào ngày 25 tháng 8 năm 2017.